# Leandro Rinaudo
Leandro Rinaudo (ur. 9 maja 1983 w Palermo) – włoski piłkarz występujący na pozycji obrońcy.

## Kariera
Rinaudo zawodową karierę rozpoczynał w 2001 roku w US Palermo. Następnie był wypożyczany do innych drużyn. Na tej zasadzie zasilił kolejno takie zespoły jak A.S. Varese 1910, Salernitana Calcio 1919, AC Cesena oraz AC Siena. Latem 2008 roku podpisał czteroletni kontrakt z SSC Napoli, które zapłaciło za niego cztery miliony funtów.
31 sierpnia 2010 roku piłkarz został wypożyczony do Juventusu z możliwością wykupu po sezonie. Następnie Rinaudo był wypożyczony do Novary. Zawodnikiem Napoli był do 2013. Następnie występował w zespołach Livorno, Virtus Entella, Bari oraz Vicenza. W 2016 roku zakończył karierę.